# نادي زيرا
نادي زيرا هو نادي كرة قدم من مدينة باكو يلعب في دوري أذربيجان الممتاز،تأسس النادي في 2014.